# Monomit
Monomitul este călătoria ciclică făcută de către eroul mitic standard. Conceptul lui este: un erou se aventurează dincolo de lumea obișnuită într-o regiune a minunilor supranaturale; acolo se află forțele fabuloase și este câștigată o victorie decisivă; eroul vine înapoi din misterioasa sa aventură cu puterea de a face bine semenilor săi. 
Acest model poate fi găsit și în miturile moderne. Este urmat de George Lucas în trilogia originală Războiul stelelor. Un alt exemplu este Matrix al lui Larry Wachowski.

## Plecarea

### Chemarea la aventură
Aventura începe cu eroul în stare de neliniște nevrotică. Chemarea începe când forțele psihologice ale minții se dezechilibrează (Eul și Supereul). 

### Refuzarea chemării
Dacă aceasta se întâmplă aventura se poate transforma în negativă. 

### Ajutor supranatural
Pe drum, eroul găsește un ajutor, de obicei un bătrân înțelept care îi dă eroului învățătură. 

### Trecerea pragului
Eroul trebuie să ajungă într-o lume întunecată, unde va înfrunta răul și întunericul, și unde va afla iluminarea adevărată. Înainte de aceasta eroul trebuie să înfrunte gardianul trecerii.

### Lumea întunericului
Învingând gardianul, eroul se găsește singur într-un loc întunecat. Este un loc ambiguu de forme asemănătoare visului. 

## Inițierea

### Drumul încercărilor
Aflat în lumea de dincolo, eroul este în mod repetat pus la încercare de obstacole fizice.

### Întâlnirea cu zeița
După înfrângerea obstacolelor, eroul va găsi alinare în brațele unei iubite. Prețul ultim.

### Femeia ca tentație
Această zeiță poate nega progresul eroului cu tentația. Aceasta poate distrage eroul și-l poate arunca înapoi în întuneric.

### Apoteoza
Adesea fiul și tatăl se luptă pentru supremația universului. Pentru a-și înțelege tatăl și pe sine însuși, eroul trebuie să se împace cu autoritatea acestuia.

### Bonusul ultim
Împăcându-se cu tatăl și căpătând iluminare personală, mintea eroului ajunge din nou în echilibru.

## Întoarcerea

### Refuzul de a se întoarce
Găsind iluminarea în lumea întunericului eroul poate dori să rămână acolo.

### Zborul magic
Eroul poate avea nevoie să fie salvat din această situație de umanitate. Aceasta este urmată de o fugă nebuă pentru a se întoarce cu premiul.

### Trecerea pragului de întoarcere
Înainte ca eroul să se întoarcă el trebuie să înfrunte un alt gardian al trecerii. Acesta e un simbol al renașterii.

### Stăpân al două lumi
Odată cu ultima trecere eroul este liber să se miște după voie între lumi.

### Libertatea de a trăi
Odată călătoria finită, eroul a găsit libertatea adevărată, și se poate întoarce spre ajutarea omenirii.